# Meral Danış Beştaş
Meral Danış Beştaş (geboren 5. April 1967 in  Diyarbakır) ist eine Abgeordnete der Großen Nationalversammlung der Türkei, von 2015 bis 2023 für die Demokratische Partei der Völker (Halkların Demokratik Partisi, HDP) und seitdem für deren Nachfolgepartei DEM.
Beştaş studierte Rechtswissenschaften an der Dicle-Universität, schloss das Studium 1990 ab und arbeitete als Anwältin. Sie war Vorstandsmitglied der Anwaltskammer Diyarbakır. Beştaş wurde 1998 mit dem Menschenrechtspreis der Stadt Weimar ausgezeichnet. Beştaş ist kurdischer Herkunft, verheiratet mit dem Rechtsanwalt Mesut Beştaş und Mutter zweier Kinder.
Beştaş wurde am 30. Januar 2017 festgenommen und in Untersuchungshaft verbracht, aber am 22. April desselben Jahres wieder freigelassen. Die Anklageschrift der Staatsanwaltschaft Diyarbakır warf ihr vor, sie habe 2014 in sozialen Medien einen Aufruf ihrer Partei im Zusammenhang mit der Belagerung Kobanis durch den Islamischen Staat geteilt, auf die Straße zu gehen. Daraufhin sei es vom 6. bis 8. Oktober zu gewaltsamen Auseinandersetzungen mit Toten gekommen. Ein weiterer Anklagepunkt behauptet, sie habe eine Ausgangssperre in Diyarbakır missachtet und sei damit einem Aufruf der Arbeiterpartei Kurdistans (PKK) gefolgt.
Von 2015 bis 2018 war Beştaş Abgeordnete der HDP für Adana, von 2018 bis 2023 für Siirt und seitdem für Erzurum. Im Februar 2024 kündigte ihre Partei an, dass Beştaş in den Kommunalwahlen am 31. März 2024 für das Amt des Oberbürgermeisters von Istanbul kandidieren wird, zusammen mit ihrem Parteikollegen Murat Çepni.